# Tsewang Choegyal Tethong
Tsewang Choegyal Tethong (tibétain : ཚེ་དབང་ཆོས་རྒྱལ་བཀྲས་མཐོང, Wylie : tshe dbang chos rgyal bkras mthong) aussi connu sous le nom de TC Tethong, né en 1935 à Chamdo au Tibet et mort le 12 mars 2024 au Canada, est un homme politique tibétain, qui a été représentant du Bureau du Tibet de New Delhi et ministre des Affaires étrangères de l'Administration centrale tibétaine en exil. 

## Biographie
Tsewang Choegyal Tethong est né en 1935 à Chamdo au Tibet. Son père est Gyurme Gyatso Tethong et sa mère Dolma Tsering (née Rong Dekyiling). 
Il s'est exilé de sa patrie en 1949, peu avant l'entrée au Tibet de l'Armée populaire de libération en 1950.
En 1959, il s'est porté volontaire comme traducteur dans les camps de réfugiés tibétains arrivés en Inde après le soulèvement tibétain de 1959. TC Tethong a attiré l'attention du dalaï-lama, et devint son interprète personnel.
À partir de 1968, il a dirigé le camp de réfugiés de Mundgod en Inde du sud, où il se rend avec sa femme Judy.
Dans les années 1970, il est invité à enseigner au Pearson College UWC (en) sur l'île de Vancouver.
Le 17 décembre 1996, il est le nouveau représentant du Bureau du Tibet de New Delhi. 
Il a été ministre des Affaires étrangères du gouvernement tibétain en exil entre avril 1997 et août 2001.
Il prend sa retraite et est professeur honoraire à l'Université de la Colombie-Britannique.
Il a épousé Judy Tethong, une coopérante canadienne qui a passé 12 ans en Inde à partir de 1962. Ils ont eu trois enfants, dont la plus jeune, Lhadon Tethong, est fondatrice et présidente d’Étudiants pour un Tibet libre,.